# Божић код Куперових
Божић код Куперових (енгл. Love the Coopers) америчка је божићна драмедија из 2015. године. Режију потписује Џеси Нелсон, по сценарију Стивена Роџерса. У филму глуми ансамблска подела улога коју чине: Алан Аркин, Џон Гудман, Ед Хелмс, Дајана Китон, Џејк Лејси, Ентони Маки, Аманда Сајфред, Џун Скуиб, Мариса Томеј и Оливија Вајлд. Прати дисфункционалну породицу која се окупља за празнике.
Премијерно је приказан 4. новембра 2015. године у Остину, док је 13. новембра пуштен у биоскопе у Сједињеним Америчким Државама, односно 17. децембра у Србији. Добио је негативне рецензије критичара и зарадио 42 милиона долара.

## Радња
Када се четири генерације породице Купер окупе на прослави Бадње вечери, низ неочекиваних посетилаца и непредвидивих догађаја преокреће вече наопако и поведе их према изненађујућем поновном откривању породичних веза и празничног духа.

## Улоге
| Глумац            | Улога           |
| ----------------- | --------------- |
| Дајана Китон      | Шарлот Купер    |
| Џон Гудман        | Сем Купер       |
| Алан Аркин        | Баки            |
| Ед Хелмс          | Хенк Купер      |
| Мариса Томеј      | Ема             |
| Аманда Сајфред    | Руби            |
| Оливија Вајлд     | Еленор Купер    |
| Џејк Лејси        | Џо              |
| Џун Скуиб         | тетка Фиши      |
| Алекс Борстајн    | Енџи            |
| Ентони Маки       | Перси Вилијамс  |
| Алисија Валентајн | Џун             |
| Блејк Баумгартнер | Медисон Купер   |
| Тимоти Шаламе     | Чарли Купер     |
| Максвел Симкинс   | Бо Купер        |
| Ден Амбојер       | Џејк            |
| Моли Гордон       | Лорен Хеселберг |